# جين بيرس (كرة سلة)
جين بيرس (بالإنجليزية: Gene Berce)‏ مواليد 22 نوفمبر 1926، هو لاعب كرة سلة أمريكي سابق. بدأ مسيرته الاحترافية في سنة 1948. تم اختياره من قبل فريق نيويورك نيكس خلال الدرافت. يبلغ طوله 5 قدم 11 بوصة (1.8 م). اعتزل اللعب في 1951.

## روابط خارجية
- جين بيرس على موقع إن بي أي (الإنجليزية)
- جين بيرس على موقع سبورتس رفرنس (الإنجليزية)
- جين بيرس على موقع كلية كرة السلة في سبورتس رفرنس.كوم (الإنجليزية)
- جين بيرس على موقع ريلجم (الإنجليزية)
- جين بيرس على موقع بروبوليرز (الإنجليزية)
- جين بيرس على موقع سبورتس رفرنس (الإنجليزية)